# Осада Штральзунда (1628)
Осада Штральзунда (нем. Belagerung von Stralsund) осуществлялась с мая по август 1628 года во время Тридцатилетней войны Альбрехтом фон Валленштейном, командовавшим армией Священной Римской империи, и стала его первым поражением после череды побед. Осада Штральзунда привела де-факто к вступлению Швеции в Тридцатилетнюю войну.

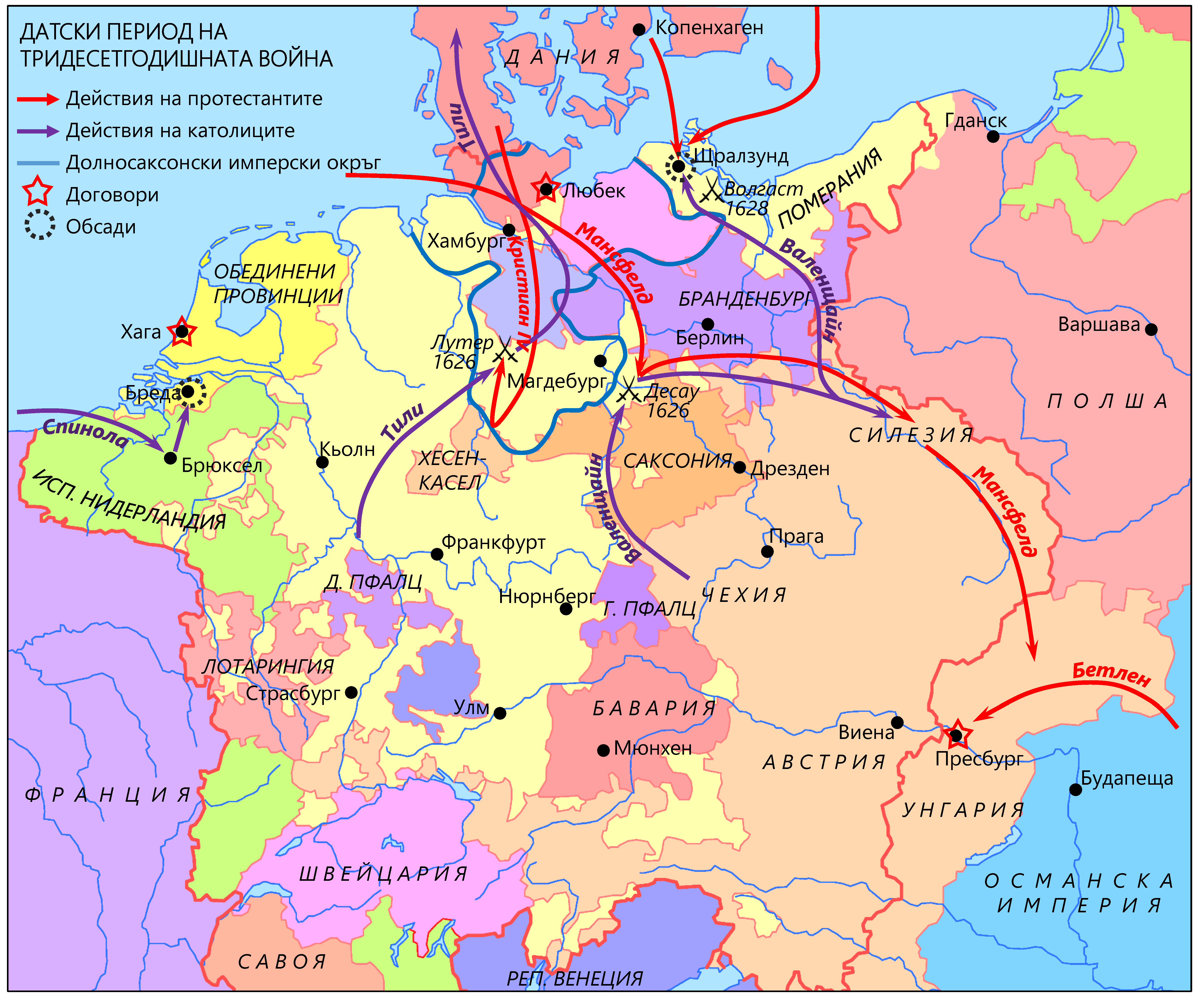
Датский период Тридцатилетней войны

## Военная ситуация
В 1625 году датский король Кристиан IV объявил войну Священной Римской империи. Это дало надежду протестантам, терпевшим одно поражение за другим, и протестантская сторона начала строить амбициозные планы. Предполагалось, что Христиан Брауншвейгский нападёт на Тилли в Рейнланде, а Эрнст фон Мансфельд атакует Валленштайна в Магдебургском архиепископстве. Однако Мансфельд был разбит в 1626 году в битве при Дессау, и Валленштайн, прогнав его войска в Венгрию, отправил часть сил на помощь Тилли. В августе Кристиан IV был разбит Тилли в Битве при Луттере, а в декабре в Венгрии Бетлен заключил мир с империей. Тилли и Валленштейн, обеспечив тылы, смогли прогнать Кристиана IV с Северо-Германской низменности, разделённой на Верхнесаксонский и Нижнесаксонский имперские округа, и преследовать его аж до Ютландии. Внутренне расколотый Нижнесаксонский округ, в который входило Померанское герцогство со Штральзундом, был неспособен защитить себя, и объявил формальный нейтралитет.
С 1626 года Швеция воевала с Речью Посполитой, которая была союзником Священной Римской империи. Наблюдая за общей ситуацией в Европе, шведский король Густав II Адольф вынашивал планы вторжения в Священную Римскую империю, которые были одобрены шведским риксдагом зимой 1627—1628 годов.
В ноябре 1627 года померанский герцог Богуслав XIV подписал с Хансом Георгом фон Арнимом, действовавшим от имени Валленштейна, Францбургскую капитуляцию, в соответствии с которой во всех городах Померании, за исключением герцогских резиденций, размещались имперские гарнизоны. Эти меры должны были защитить Балтийское побережье от угрозы высадки датских войск. Однако Штральзунд, будучи ганзейским городом, пользовался правом самоуправления, и отказался подчиняться этому договору. Когда герцог в феврале 1628 года потребовал от Штральзунда подчиниться условиям Францбургской капитуляции, то город обратился за помощью к Дании и Швеции.

## Ход осады
В мае 1628 года фон Арним, командовавший войсками от имени Валленштейна, начал осаду Штральзунда. В то время в городе насчитывалось порядка 20 тысяч жителей, которых защищало 2,5 тысяч городских войск. Первый штурм города имперскими войсками состоялся между 16 и 24 мая.
Кристиан IV положительно отнёсся к просьбе Штральзунда, и отправил на помощь городу 900 шотландских наёмников, организованных в 7 рот, и роту немецких наёмников. Хотя помощь была отправлена ещё 8 мая, в город она прибыла лишь 24 мая, командовавший немецкой ротой Хайнрих Хольк стал губернатором Штральзунда. Когда Хольк отправился за подкреплениями, то на посту губернатора его заменил шотландец Александр Сетон.
26-27 мая имперская армия предприняла ещё одну неудачную попытку штурма, по её итогам фон Арним решил дождаться личного прибытия Валленштейна, ограничившись тем временем бомбардировкой.
20 июня прибыли отправленные ещё 2 июня шведские силы в составе 900 человек из Норрланда под командованием полковника Росладина.
23 или 25 июня Штральзунд заключил договор о союзе с Густавом Адольфом, действовавший последующие двадцать лет. В соответствии с этим договором в Штральзунде разместился шведский гарнизон.
27 июня командование осаждающими силами принял Валленштейн, и в ту же ночь состоялась новая попытка штурма. В ходе этой атаки было убито или взято в плен около 2.000 защитников города, из 900 шотландцев, оказавшихся на самом атакуемом участке, 500 было убито и 300 — ранено, их спасли лишь пришедшие на выручку шведские войска. Следующей ночью Валленштейну удалось захватить внешние укрепления. Росладин был ранен, и командование его войсками взял на себя губернатор Сетон.
29 июня герцог Богуслав XIV прислал двух высокопоставленных приближенных — графа фон Путбуса и канцлера фон Хорна — уговорить Штральзунд согласиться с условиями Францбургской капитуляции и сдаться Валленштейну. 30 июля Росладин убедил горожан не вступать в переговоры с Валленштейном, и бомбардировка города возобновилась. В тот же день 10 шведских судов под интенсивным огнём доставили в город 600 человек подкрепления.
В июле Валленштейн лично командовал несколькими неудачными приступами. 10 июля состоялись переговоры в лесу Хайнхольц к северо-западу от города, где обсуждалось размещение в Штральзунде померанских войск. Договор был подписан Валленштейном и Богуславом XIV 21 июля, но город отказался признать его.
Уже 2 июля в Штральзунд прибыло подкреление из 400 датских солдат, а на следующей неделе 1100 шотландских наёмников, состоявших на датской службе. Ещё через неделю во главе 800 норрладнцев прибыл Александр Лесли (шотландец на шведской службе) и заменил Сетона на посту губернатора Штральзунда.
Сильные дожди, длившиеся с 21 по 24 июля, превратили поле боя в болото. 4 августа Валленштейн снял осаду, признав свою первую неудачу в ходе Тридцатилетней войны.

## Результаты
Часть войск Валленштейна была заражена чумой. Во время осады болезнь попала в город, где в августе-сентябре умерло около 2000 горожан. Когда Густав-Адольф вторгся в Померанию в июне 1630 года, он использовал свой плацдарм в Штральзунде, чтобы очистить фланги своего десанта.